# Lobbia Alta
La Lobbia Alta (3.196 m s.l.m.) è una montagna del Gruppo dell'Adamello nelle Alpi Retiche meridionali. Si trova in Trentino-Alto Adige (Trentino) a poca distanza dalla Lombardia.

## Caratteristiche
È la più alta del gruppo delle Lobbie, gruppo che comprende anche la Lobbia di Mezzo (3.036 m) e la Lobbia Bassa.
Sul versante sud-ovest del monte si trova il Rifugio ai Caduti dell'Adamello (3.040 m)